# Ngozi Okonjo-Iweala
Ngozi Okonjo-Iweala (Ogwashi-Uku, 13 de junho de 1954) é uma política e economista nigeriana. Foi Ministra das Finanças do seu país por duas vezes,  entre 2003 e 2006 e entre 2011 e 2015. Em 2006, foi por um breve período, Ministra dos Negócios Estrangeiros, durante o governo de Olusegun Obasanjo. Iweala ganhou projeção internacional por seu trabalho no Banco Mundial, de 2007 a 2011, tendo sido inclusive uma das favoritas a substituir Robert Zoellick na presidência da organização. É membro do Partido Democrático Popular (PDP).
Em 15 de fevereiro de 2021, foi escolhida como diretora-geral da Organização Mundial do Comércio, com mandato a iniciar em 1º de março de 2021. Tornou-se a primeira mulher a ser nomeada para o cargo.

## Biografia
Ngozi Okonjo-Iweala nasceu na Nigéria quando o país ainda era colônia britânica, e teve uma infância em escolas internacionais, aulas de balé e piano. Tudo isso ficou para trás quando ela precisou fugir com a família da Guerra de Biafra, que irrompeu quando ela tinha 13 anos. A guerra civil levou o caos ao sudeste do país após uma tentativa separatista da etnia ibo, da qual ela faz parte. Seu pai, Chukwuka Okonjo, era o eze (rei) da família Obahai e um oficial da revolta da etnia ibo pela separação da Biafra. Com o avanço das tropas federais sob comando da etnia rival hauçá, a família de sete filhos teve que abandonar sua casa e fugir da cidade natal, Ogwashi-Ukwu. Seus pais perderam todas as suas economias e por vezes eles dormiram no chão, em bunkers, e em lugares diferentes e muitas vezes não tinham o que comer. Aos 15 anos, Ngozi andou 10 quilômetros carregando nas costas sua irmã de três anos, com malária e febre, até o médico que salvaria sua vida.

## Percurso
Ngozi se formou em Economia do Desenvolvimento pela Universidade de Harvard, nos Estados Unidos e fez o doutorado no Instituto de Tecnologia de Massachusetts (MIT). 
A economista tem experiência em finanças públicas e na área da cooperação internacional na Ásia, África, Europa, América Latina e América do Norte e trabalhou durante 25 anos no Banco Mundial na área do desenvolvimento, e cuja presidência chegou a candidatar-se em 2012.
Durante seus no Banco Mundial, ela liderou várias iniciativas para ajudar os países de baixa renda, e chegou a levantar quase 50 bilhões de dólares em 2010 de doadores para a Associação Internacional de Desenvolvimento (IDA), o fundo do Banco Mundial para os países mais pobres. Ela deixou esse cargo em Washington, capital dos Estados Unidos para voltar à Nigéria, onde foi Ministra das Finanças duas vezes, entre 2003 e 2006; e depois, entre 2011 e 2015. Em 2006, foi Ministra dos Negócios Estrangeiros, o que também a fez ser a primeira mulher a liderar as duas pastas.
Na Nigéria, sua agenda de reformas é reconhecida como o principal motivo da sobrevivência econômica do país durante o período crítico de 2008. Uma de suas maiores conquistas foi liderar uma equipe que negociou, em 2005, uma redução colossal da dívida da Nigéria, que ajudou o país a obter sua primeira classificação de dívida soberana. Essas dívidas datavam do início dos anos 1980 e haviam aumentado para mais de 35 bilhões de dólares, devido a multas e taxas por atraso na década de 1990. As reformas econômicas de Ngozi Okonjo-Iweala tiveram um impacto de longo alcance e salvaram a Nigéria em um período crítico, de acordo com o proeminente economista nigeriano Bismarck Rewane. Isso incluiu desvincular o orçamento do preço do petróleo, permitindo ao país economizar dinheiro em uma conta especial quando os preços da matéria-prima estavam altos.
Ela também é presidente da Aliança Global para as Vacinas (GAVI) durante 2020, onde permaneceu até o dia 31 de Dezembro. Também é co-presidente da Global Commission on the Economy and Climate, uma inciativa de líderes governamentais, executivos e membros da sociedade civil que trabalham para fazer com que as mudanças climáticas estejam na pauta central das discussões globais de economia e política. Além disso, foi enviada especial da União Africana para levantar apoio financeiro internacional na luta contra a Covid-19 e enviada especial da Organização Mundial de Saúde (OMS) para a iniciativa ACT Accelerator.

## Prêmios e reconhecimentos
- 2010: Prêmio Bishop John T. Walker, categoria Distinguished Humanitarian Service, da Africare[13]
- 2015: 50 Mulheres Mais Poderosas, da Forbes[14][15]
- 2017: uma das 100 Mulheres da lista da BBC[16]
- 2022: Ordem de Rio Branco, grau Grã-Cruz, Brasil.[17]